# Kanton Saint-Flour-Nord
Saint-Flour-Nord is een voormalig kanton van het Franse departement Cantal. Het kanton maakte deel uit van het arrondissement Saint-Flour. Het kanton is opgeheven bij decreet van 13 februari 2014, met uitwerking op 22 maart 2015.

## Gemeenten
Het kanton Saint-Flour-Nord omvatte de volgende gemeenten:
- Andelat
- Anglards-de-Saint-Flour
- Coltines
- Coren
- Lastic
- Mentières
- Montchamp
- Rézentières
- Roffiac
- Saint-Flour (deels, hoofdplaats)
- Saint-Georges
- Talizat
- Tiviers
- Vabres
- Vieillespesse